# Железничка несрећа код Биоча
Железничка несрећа код Биоча се догодила 23. јануара 2006. када је погинуло 47 лица, а повређено више од 200. Несрећа се догодила када је локални путнички воз који је саобраћао између Бијелог Поља и Подгорице исклизнуо из шина у месту Биоче недалеко од Подгорице. Тешка несрећа код станице Биоче (10 km северно од Подгорице) узрокована је кваром електромоторне гарнитуре.

## Несрећа
Воз је саобраћао на линији Подгорица-Бијело Поље. Машиновођа Слободан Дробњак је зауставио воз на Златици јер електрична кочница није радила. Дробњак и прегледач кола Петар Ракоњац су око поднева урадили проверу кочница и кренуо око 13:15. Дробњак је код Колашина приметио да ваздух не пуни добро главне резервоаре, а на управљачком пулту ниједна сигнална сијалица није указивала на квар. У Братоножићима је зауставио воз, а како није могао да искључи главни прекидач, поставио је четири зауставне папучице да се воз не би сам покренуо и кренуо је да мобилним телефоном затражи помоћну локомотиву. Ипак, воз је сам кренуо, а Дробњак је ускочио у кабину и покушао да искључи главни прекидач. Воз се у тунелу нагнуо на десну страну и касније је искочио из шина. Несрећа се десила нешто после 4 сата поподне.
До 20 сати су екипе превозиле повређене у подгоричку болницу, а тек после су превожени они којима није било спаса. Дежурне спасилачке службе су остале на лицу места у жељи да дођу до још најмање два тела, која су накнадно примећена, а заробљена у олупинама вагона.
Железница Србије је понудила сву расположиву техничку подршку железници Црне Горе. Спашавање путника отежавао је јак ветар који је дувао у кањону Мораче.
Воз који се сурвао у кањон Мораче био ремонтован у фабрици за ремонт шинских возила Шиновоз из Зрењанина јуна 2005.

## Реакције
Потпредседник црногорске Владе Мирослав Иванишевић је у изјави коју је пренела ТВ Црне Горе навео да је, према незваничним информацијама, у возу који се на прузи између Подгорице и Бијелог Поља, у месту Биоче, сурвао у провалију неколико десетина метара, било „близу 200 путника“. Влада Црне Горе одржала је ванредну седницу на којој је прогласила тродневну жалост, а оставку је поднео министар саобраћаја и поморства Андрија Ломпар. 
Председник Србије Борис Тадић разговарао је са председником Црне Горе Филипом Вујановићем и понудио му помоћ Србије у збрињавању повређених у тешкој железничкој несрећи у месту Биоче. Тадић је дао крв за повређене и позвао грађане Србије да учине исто.
Председник СЦГ Светозар Маровић добио је телеграм председника Хрватске Стјепана Месића са изразима саучешћа поводом тешке железничке несреће у Црној Гори: „Потресен вешћу о трагичној железничкој несрећи у којој је настрадао велики број ваших грађана, примите у моје лично име, и у име свих грађана Хрватске, изразе најдубље сућути (саучешћа)“, наводи се у Месићевом телеграму.

## Епилог
Основно тужилаштво у Подгорици је 23. јула 2006. подигло оптужницу против 12 запослених у Жељезници Црне Горе. Оптужница је подигнута против машиновође Дробњака, бившег извршног директора Решада Нухоџића, извршног директора превоза Момчила Ракочевића и помоћника извршног директора за саобраћајне послове Воја Андријашевића. За исто кривично дело тужилац је оптужио и шефа депоа и отправника возова на станици у Бијелом Пољу, службеника контролног пријема из Бара, шефа вуче и тројицу службеника одговорних за исправност возова.
Машиновођа Слободан Дробњак осуђен је на шест година затвора, док су остали оптужени ослобођени. У образложењу пресуде, за Дробњака се каже да није испоштовао прописану процедуру предвиђену за такве случајеве. Наводи се да је, према правилима, Дробњак требало да заустави воз и не покушава да га покрене када је утврдио да су кочнице у квару. Чланови породица настрадалих путника у железничкој несрећи код Биоча и преживели путници су протестовали против казне Дробњаку и ослобађајућих пресуда за руководиоце Жељезница Црне Горе.